# 407
El 407 (CDVII) fou un any comú començat en dimarts del calendari julià.

## Esdeveniments
- L'usurpador Constantí III es rebel·la a Britànnia i travessa el Canal de la Mànega per combatre tant els invasors bàrbars com les legions de l'emperador romà d'Occident, Honori, a la Gàl·lia.[1]